# Concha Román Calvo
Concha Román Calvo (Elche, 11 de diciembre de 1892 - Elche, 1 de abril de 1986), también conocida como Márgara, fue una escritora española.

## Biografía
Hija de Pascual Román Antón y de Antonia Calvo Mendiela, era la segunda de cuatro hermanas (Ventura, Concha, Virginia y Antonia) y todas ellas recibieron una educación poco habitual en aquellos tiempos. El padre, socialista, masón y primer alcalde ilicitano de la Segunda República Española entre abril y junio de 1931, se empeñó en que sus hijas fueran a una escuela religiosa, «Les francesetes», donde solían asistir y no por mucho tiempo las hijas de las familias más acomodadas de la ciudad.
Recibieron también educación musical (las cuatro tocaron instrumentos de cuerda, ya que la familia no se podía permitir contar con un piano) y se dedicaron a trabajar bordando con una máquina de coser (sábanas, colchas, zapatillas o cualquier otro textil que se les encargara). Concha, al igual que su hermana Ventura, destacó pronto por su afición a la escritura y publicó una importante colección de artículos en la prensa ilicitana, en los semanarios Democracia, Levante, El Obrero y Elche.
Escribió siempre con el seudónimo de Márgara porque, según confesó a sus sobrinos, durante el tiempo que ella escribió no estaba bien visto que las mujeres lo hicieran. De ideas socialistas y muy influida por la figura de su padre, un hombre muy apreciado en Elche por su bondad, durante la Guerra Civil colaboró con la Junta de Auxilio Familiar y con Socorro Rojo Internacional.
Aunque vivió 93 años, a partir de 1939 no volvió a publicar ningún artículo. Murió en Elche el 1 de abril de 1986.